# Heinrich Leven
Heinrich Leven (Lank, 13 giugno 1883 – Steyl, 30 gennaio 1953) è stato un missionario e vescovo cattolico tedesco.

## Biografia
Abbracciò quattordicenne la vita religiosa nella Società del Verbo Divino e compì gli studi ecclesiastici a Mödling, dove fu ordinato prete nel 1910.
Fu assegnato inizialmente alle missioni in Togo, ma nel 1917 fu espulso insieme con gli altri missionari tedeschi. Nel 1920 si stabilì nel vicariato apostolico delle Isole della Piccola Sonda svolgendo lavoro missionario soprattutto a Flores.
Nel 1933 fu eletto vescovo e nominato vicario apostolico delle Isole della Piccola Sonda, dove curò particolarmente l'educazione cattolica e la formazione del clero. Nel 1935 fondò a Jopu la congregazione dell'Imitazione di Gesù.
Si dimise dall'ufficio di vicario apostolico per ragioni di salute nel 1951.

## Genealogia episcopale e successione apostolica
La genealogia episcopale è:
- Vescovo Johannes Wolfgang von Bodman
- Vescovo Marquard Rudolf von Rodt
- Vescovo Alessandro Sigismondo di Palatinato-Neuburg
- Vescovo Johann Jakob von Mayr
- Vescovo Giuseppe Ignazio Filippo d'Assia-Darmstadt
- Arcivescovo Clemente Venceslao di Sassonia
- Arcivescovo Massimiliano d'Asburgo-Lorena
- Vescovo Kaspar Max Droste zu Vischering
- Vescovo Cornelius Ludovicus van Wijckerslooth van Schalkwijk
- Arcivescovo Joannes Zwijsen
- Vescovo Franciscus Jacobus van Vree
- Arcivescovo Andreas Ignatius Schaepman
- Arcivescovo Pieter Mathijs Snickers
- Arcivescovo Gaspard Josephus Martinus Bottemanne
- Arcivescovo Hendrik van de Wetering
- Arcivescovo Arnold Frans Diepen
- Vescovo Heinrich Leven, S.V.D.

La successione apostolica è:
- Arcivescovo Gabriel Manek, S.V.D. (1951)
- Vescovo Antoine Hubert Thijssen, S.V.D. (1951)
- Vescovo Wilhelm van Bekkum, S.V.D. (1951)